# Иннополис
Иннопо́лис (тат. Иннополис) — город в Верхнеуслонском районе Республики Татарстан, город-спутник Казани, входящий в её агломерацию. В нём расположены Университет Иннополис и особая экономическая зона «Иннополис». Является одним из четырёх наукоградов в Российской Федерации (наряду с подмосковным центром Сколково и новосибирским Кольцово), созданных для развития информационных технологий и инновационных высоких технологий.
Один из немногих построенных с нуля городов постсоветской России.
Образует городское поселение город Иннополис.

## Физико-географическая характеристика

### Расположение
Иннополис находится вблизи правого берега Куйбышевского водохранилища в 15 км к западу от Верхнего Услона и в 25 км к западу от центра Казани. Часовой пояс — UTC+3, московское время.

### География
Территория города характеризуется значительными перепадами высот: от центральной и южной частей города начинается понижение рельефа в сторону акватории водохранилища, по центральной части города проходит водораздел рек Свияга, Сулица и Морквашка.
Высота над уровнем моря центральной части города составляет 200—220 метров, тогда как к урезу водохранилища высота уменьшается до 53 м. Общий уклон территории составляет в среднем 2,1—2,2 % на север и северо-запад, местами достигает 10 %.
Город находится в Казанской сейсмогенной зоне, активность которой обусловлена техногенными факторами — закачкой вод для поддержания пластового давления при нефтедобыче, а также созданием Куйбышевского водохранилища. Сейсмическая интенсивность оценивается в 6 баллов по шкале Рихтера.

### Климат
Климат Иннополиса — умеренно континентальный, формируется под воздействием резко континентальных воздушных масс Азии и западного переноса. На климатические особенности влияет Куйбышевское водохранилище, имеющее морские свойства в континентальных условиях Поволжья — в прибрежной зоне выше облачность и количество осадков, удлиняется период с положительными температурами, уменьшается число дней с заморозками.
Преобладают южные, юго-западные и западные ветра, что особенно выражено в холодный сезон, когда образуется и развивается сибирский антициклон. Количество осадков умеренное, для тёплого сезона характерны грозы, для холодного — метели. Устойчивый снежный покров образуется в середине ноября, сходит в середине апреля.
| Показатель | Янв.  | Фев.  | Март | Апр. | Май  | Июнь | Июль | Авг. | Сен. | Окт. | Нояб. | Дек. | Год   |
| --- | ----- | ----- | ---- | ---- | ---- | ---- | ---- | ---- | ---- | ---- | ----- | ---- | ----- |
| Средняя температура, °C | −10,5 | −10,3 | −4,3 | 5,1  | 13,0 | 17,6 | 19,7 | 17,3 | 11,5 | 4,6  | −3,7  | −8,3 | 4,3   |
| Норма осадков, мм | 33,2  | 24,5  | 23,9 | 29,0 | 34,8 | 56,4 | 69,8 | 49,0 | 50,2 | 43,4 | 37,6  | 31,2 | 483,0 |
| Источник: данные наблюдений на метеостанции Нижние Вязовые ФГУП «Управление по гидрометеологии и мониторингу окружающей среды Республики Татарстан». |       |       |      |      |      |      |      |      |      |      |       |      |       |

### Растительность
Вследствие интенсивного освоения значительная часть окружающих Иннополис земель распахана и занята сельскохозяйственными культурами, естественная растительность сохранилась на участках, неудобных для ведения сельского хозяйства. На территории города расположена часть памятника природы регионального значения «Зоостанция КГУ — массив „Дачный“», включающего территорию зоологической станции Казанского государственного университета, широколиственные леса Свияжского лесничества и острова с сохранившимися участками пойменных лугов, на западе город граничит с заказником «Свияжский» — основной зоной Большого Волжско-Камского природного резервата. В городе часто проходят общественные акции по озеленению терриории, так как Иннополис расположен на холме и подвержен ветровым порывам, вследствие чего, местные жители иногда называют его «Ветрополис». В лесопосадках принимают участие городские власти, жители города, представители и сотрудники компаний из ОЭЗ «Иннополис».

## История

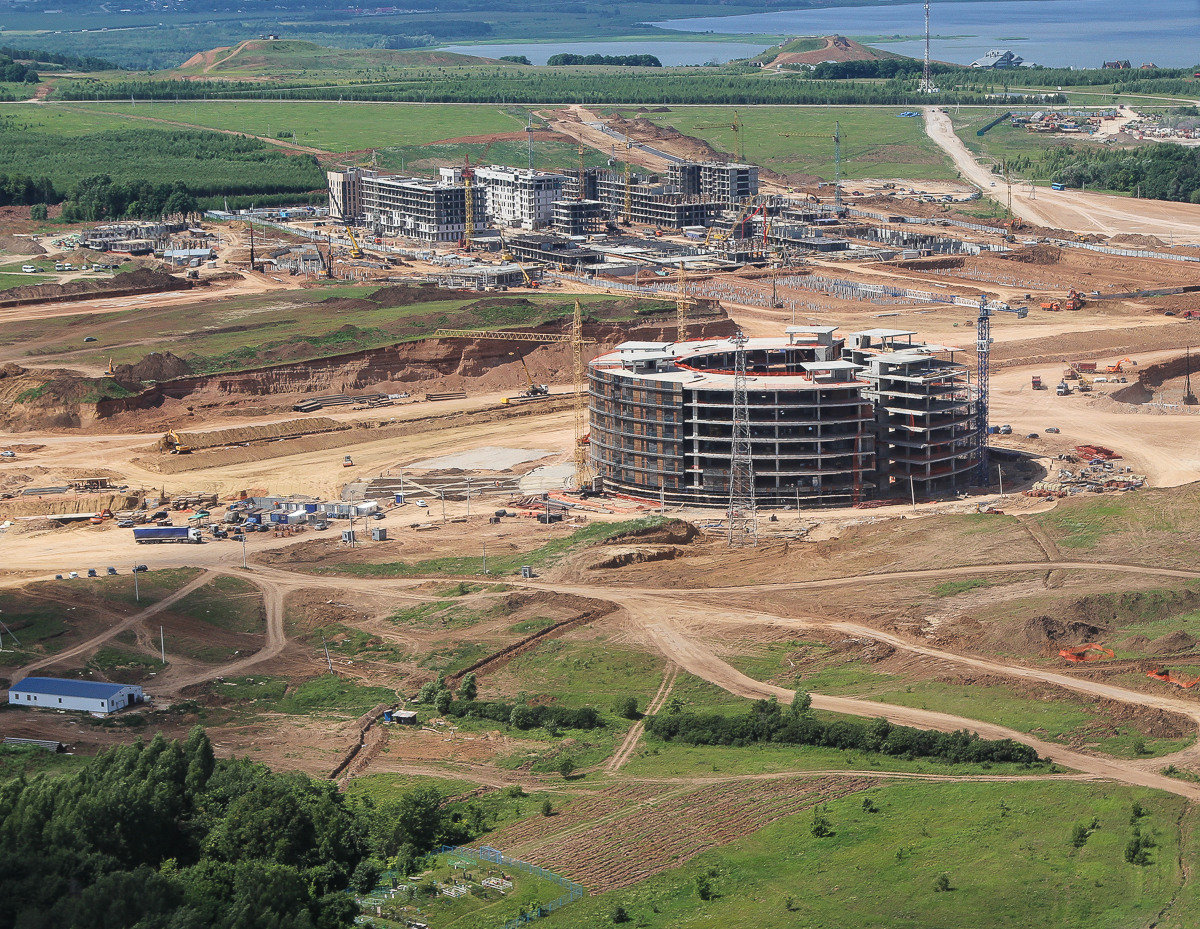
Строительство Иннополиса

### Проект города
Идею создания в пригороде Казани инновационного центра впервые озвучил Раис Татарстана Рустам Минниханов в ежегодном послании Государственного Совета Татарстана в 2010 году. Проект с рабочим названием «IT-деревня» предполагал строительство населённого пункта с офисными зданиями, жилыми домами, спортивной, рекреационной и образовательной инфраструктурой, рассчитанного на проживание 50 тысяч человек — порядка 20 тысяч специалистов в области информационных технологий и членов их семей. «Деревня» рассматривалась как развитие успешного опыта создания крупнейшего в Восточной Европе технопарка в сфере высоких технологий «ИТ-парк», потенциальный партнёр или филиал московского инновационного центра «Сколково» — подобную возможность Минниханов обсуждал на встрече с заместителем председателя Правительства Аркадием Дворковичем.
Для «IT-деревни» было выделено 1,4 тысячи гектаров в Верхнеуслонском районе Республики Татарстан, и в августе 2011 года контракт на разработку мастер-плана получило сингапурское архитектурно-планировочное бюро RSP Architects Planners & Engineers под руководством бывшего главного архитектора Сингапура Лиу Тай Кера. В ноябре будущий город получил название «Иннополис», охарактеризованное министром информатизации и связи Татарстана Николаем Никифоровым как более точно отражающее суть проекта. В апреле 2012 года Лиу Тай Кер посетил Казань для презентации мастер-плана, и во время обсуждений руководство республики по рекомендации RSP увеличило проектную численность населения Иннополиса до 155 тысяч человек, чтобы обеспечить будущему городу потенциал роста на несколько десятилетий вперёд. Для дальнейшего проектирования, учитывающего особенности российского законодательства и градостроительства, в помощь сингапурским архитекторам была привлечена компания «Казанский Гипронииавиапром».

### Начало строительства

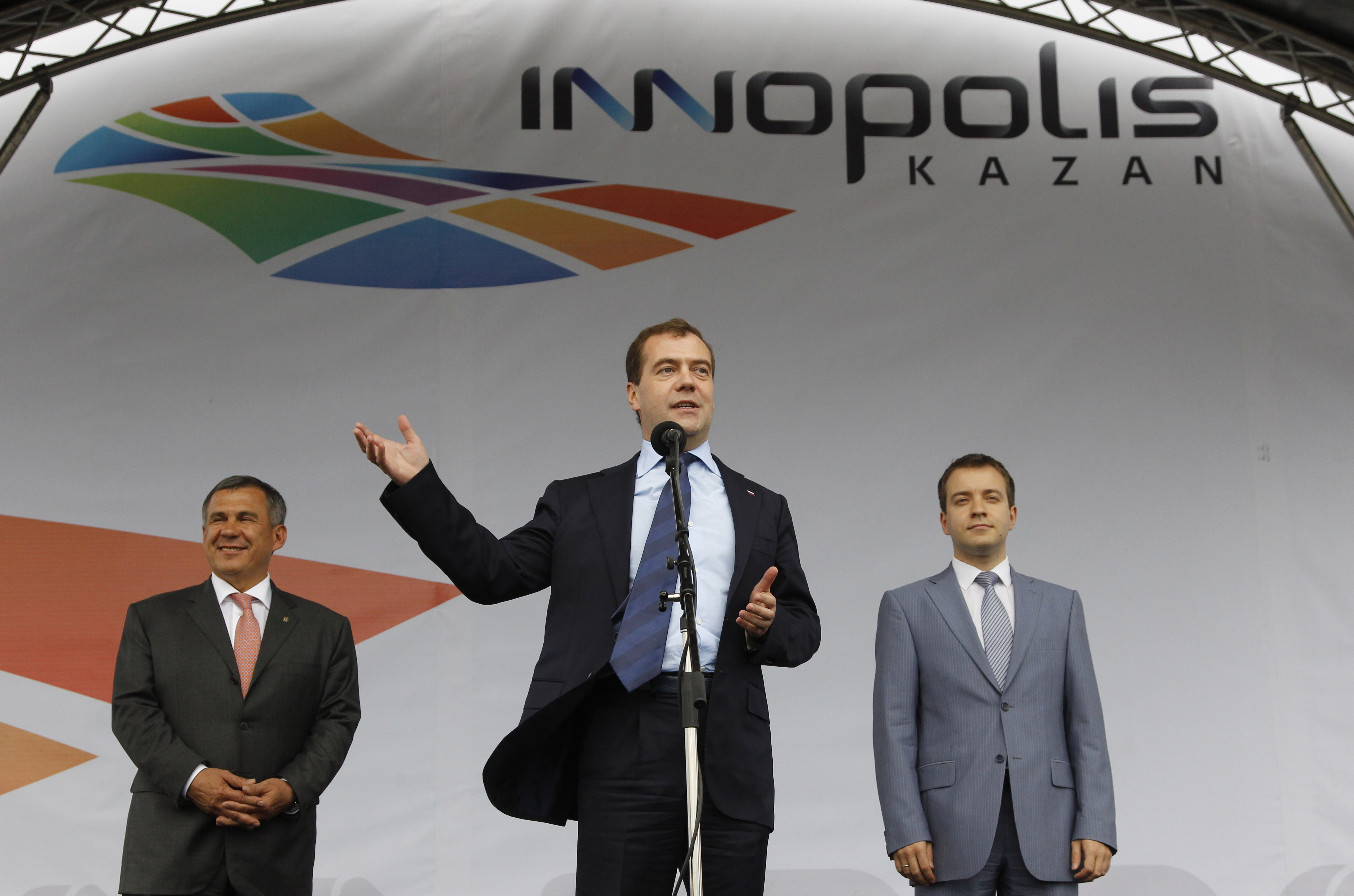
Рустам Минниханов, Дмитрий Медведев и Николай Никифоров на церемонии закладки капсулы в основание будущего города, 9 июня 2012 года

Иннополис основали 9 июня 2012 года. В тот день Дмитрий Медведев и Рустам Минниханов заложили в основание города капсулу с посланием будущим горожанам.
Сердце города — Университет Иннополис. С него и начали строительство. Рядом разместили студенческие общежития и спорткомплекс.
Первая очередь строительства (2012—2014 года) образовала своеобразный треугольник: кампус Университета, технопарк имени Александра Степановича Попова и жилые дома.
Окончательный мастер-план города представили в августе и уже 23 августа 2012 года Министерство земельных и имущественных отношений Республики Татарстан, Центральный депозитарий Республики Татарстан и управляющая компания «Проминвест», связанная с депутатом Государственного совета Равилем Зингашевым, в равных долях учредили компанию-владельца земли будущего города — ОАО «Иннополис», позднее переименованную в «Иннополис Сити».
Регистрация новой административно-территориальной единицы могла затянуться на несколько лет, поэтому власти республики летом 2012 года прорабатывали возможность дать новое название соседней деревне Елизаветино — однако Федеральная служба государственной регистрации, кадастра и картографии по формальным основаниям отказала в переименовании Елизаветино. Осенью в поселениях Верхнеуслонского района прошли общественные слушания, на которых получило поддержку предложение создания нового поселения, позднее оно было передано в Государственный Совет, который 24 декабря принял постановление «Об образовании нового населенного пункта на территории Введенско-Слободского сельского поселения Верхнеуслонского района Республики Татарстан». В апреле 2013 года посёлок получил название «Иннополис», 26 ноября 2014 года депутаты Государственного Совета проголосовали за присвоение посёлку Иннополис статуса города с 1 января 2015 года, решение было закреплено законом, подписанным Президентом Татарстана 13 декабря.

### Открытие города

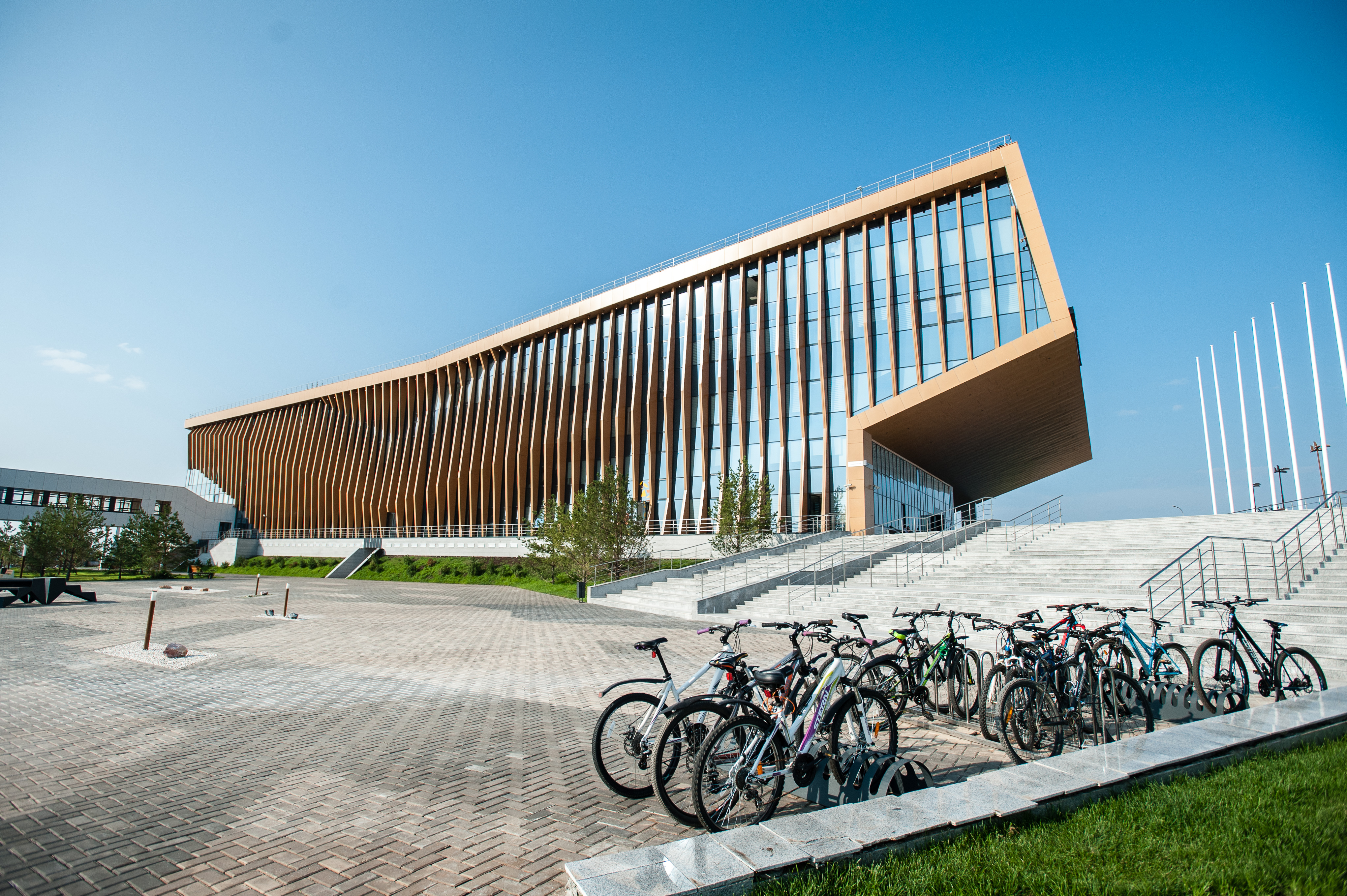
Главное здание Университета Иннополис, завершённое к открытию города

Иннополис официально открыли 9 июня 2015 года, через 3 года после основания. В церемонии приняли участие Дмитрий Медведев, Рустам Минниханов и Николай Никифоров, которые «дали старт» новому городу нажатием символической «кнопки». К открытию города были приурочены начало регионального форума «РИФ.Иннополис», конференции OS Day и Всероссийской робототехнической олимпиады. К этому времени была близка к завершению первая очередь строительства, инвестиции в которую Министерство связи оценило в 26 миллиардов рублей: закончилось возведение корпуса Технопарка имени Попова, спортивного комплекса, здания Университета Иннополис и студенческого кампуса, жилых домов и инженерной инфраструктуры.

### История названия
Руководство республики широко использовало название «Иннополис» с 2011 года, ранее запланированный технологический кластер обозначался как «IT-деревня». На авторство названия города претендуют две стороны — совладелица креативного агентства Evolutiom Арина Судакова и партнёр венчурного фонда Formula VC Venture Fund Рената Ахунова. Топоним был официально закреплён постановлением Правительства Российской Федерации № 394 «О присвоении наименования географическому объекту в Республике Татарстан». Этнохороним жителей Иннополиса — иннополисяне.

## Население
| 2015 | 2016 | 2017 | 2018 | 2019 | 2020 | 2021  |
| ---- | ---- | ---- | ---- | ---- | ---- | ----- |
| 10   | ↗96  | ↗102 | ↗268 | ↗407 | ↘405 | ↗3955 |

Первые зарегистрированные жители появились в Иннополисе в августе 2014 года. На ноябрь 2016 года на территории Иннополиса зарегистрированы по месту жительства 102 человека, ещё около 2,5 тысяч арендовали жильё. По данным министерства связи и информатизации республики на конец 2016 года 52 % сотрудников и жителей города являлись приезжими из других регионов России.
По данным официального сайта города Иннополиса, в нём фактически проживает более 5 тысяч человек. Численность дневного населения города Иннополис за 2022 год по сравнению с показателем 2021 года выросла на 1384 человек, до 7,6 тыс. человек. На 6 июля 2024 года в Иннополисе проживает 7,8 тыс. человек.

## Власть

### Административное устройство
До получения статуса города Иннополис являлся посёлком в составе Введенско-Слободского сельского поселения. В соответствии с законом Республики Татарстан № 115-ЗРТ, принятым Государственным Советом 26 ноября 2014 года и подписанным Рустамом Миннихановым 13 декабря 2014 года, с 1 января 2015 года был преобразован в город районного значения. Одновременно из состава Введенского-Слободского сельского поселения было выделено новое муниципальное образование «Городское поселение город Иннополис».

### Органы власти
Муниципальная власть осуществляется в Иннополисе на основании Устава, принятого сходом граждан 20 февраля 2015 года. Высшим должностным лицом города является мэр, избираемый сроком на 5 лет, также исполняющий полномочия главы местной администрации — Исполнительного комитета города Иннополис. По результатам голосования, состоявшегося 25 декабря 2014 года, первым мэром Иннополиса стал Егор Иванов — бывший генеральный директор телекоммуникационной компании «Скартел». Полномочия органа представительной власти осуществляет сход граждан.
24 ноября 2016 года мэром был избран Руслан Шагалеев. С 20 июня 2024 года мэром является Дмитрий Вандюков.

### Городской бюджет
У Иннополиса есть муниципальная собственность, в том числе объекты дорожного хозяйства и лесопарковая полоса (городской парк). Основной частью земли города, кроме территории ОЭЗ, владеет АО «Иннополис Сити». АО «Иннополис» владеет зданиями университета (управляет им АНО ВО «Университет Иннополис»), жильё принадлежит Государственному жилищному фонду, остальные объекты на территории города принадлежат акционерному обществу «Особая экономическая зона „Иннополис“». Кроме того, большинство зарегистрированных в Иннополисе IT-компаний освобождено от уплаты налогов в местный бюджет как резиденты особой экономической зоны.
Решением схода граждан от 9 апреля 2015 года бюджет на 2015 год был утверждён на уровне 3,9373 миллиона рублей. Плановый бюджет на 2016 год составил 4,3909 миллиона, на 2017 год — 4,509 миллиона. Источник доходов муниципального образования — бюджет Верхнеуслонского района Республики Татарстан.

## Экономика

### Городская инфраструктура

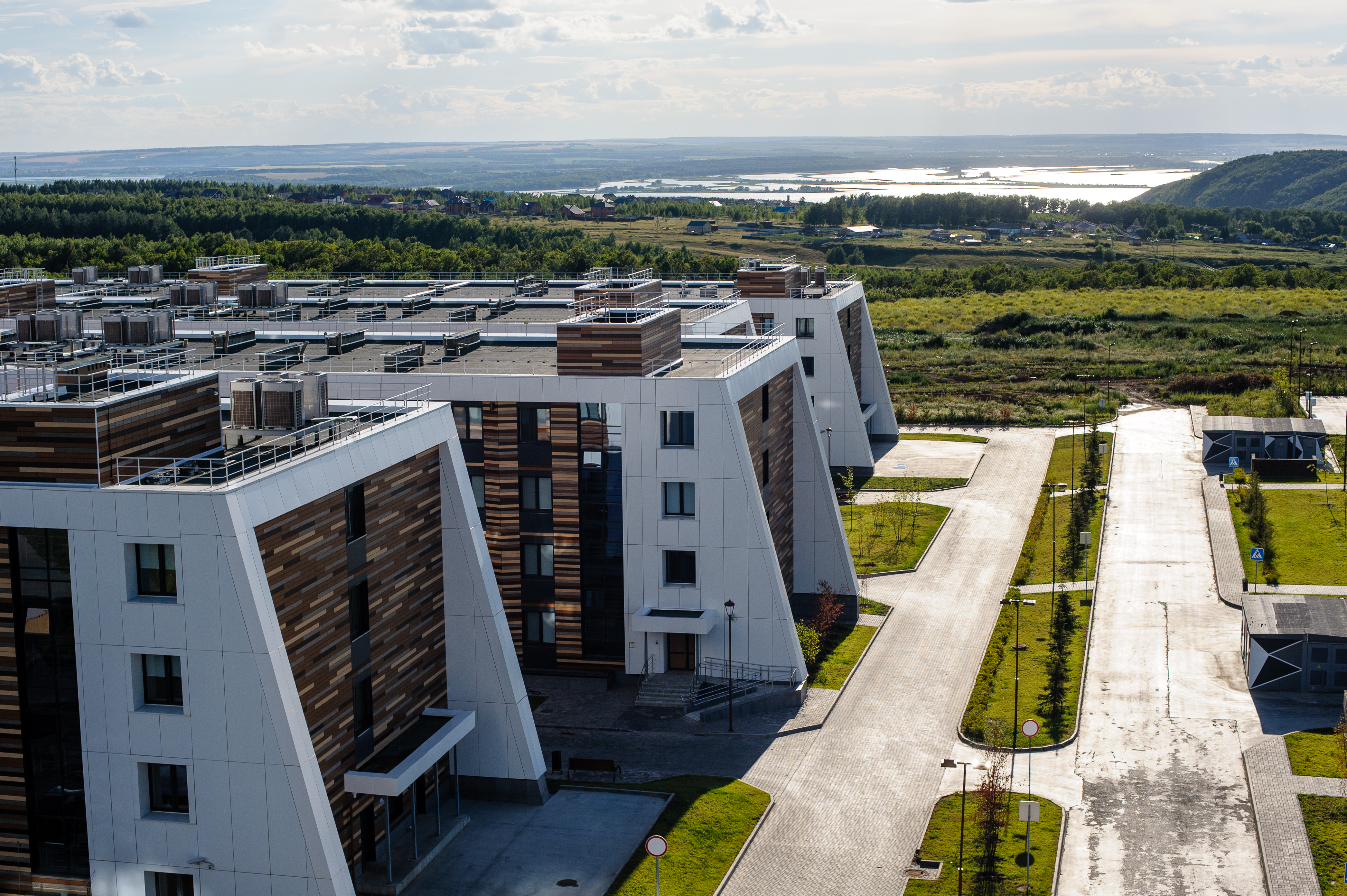
Кампус Университета Иннополис

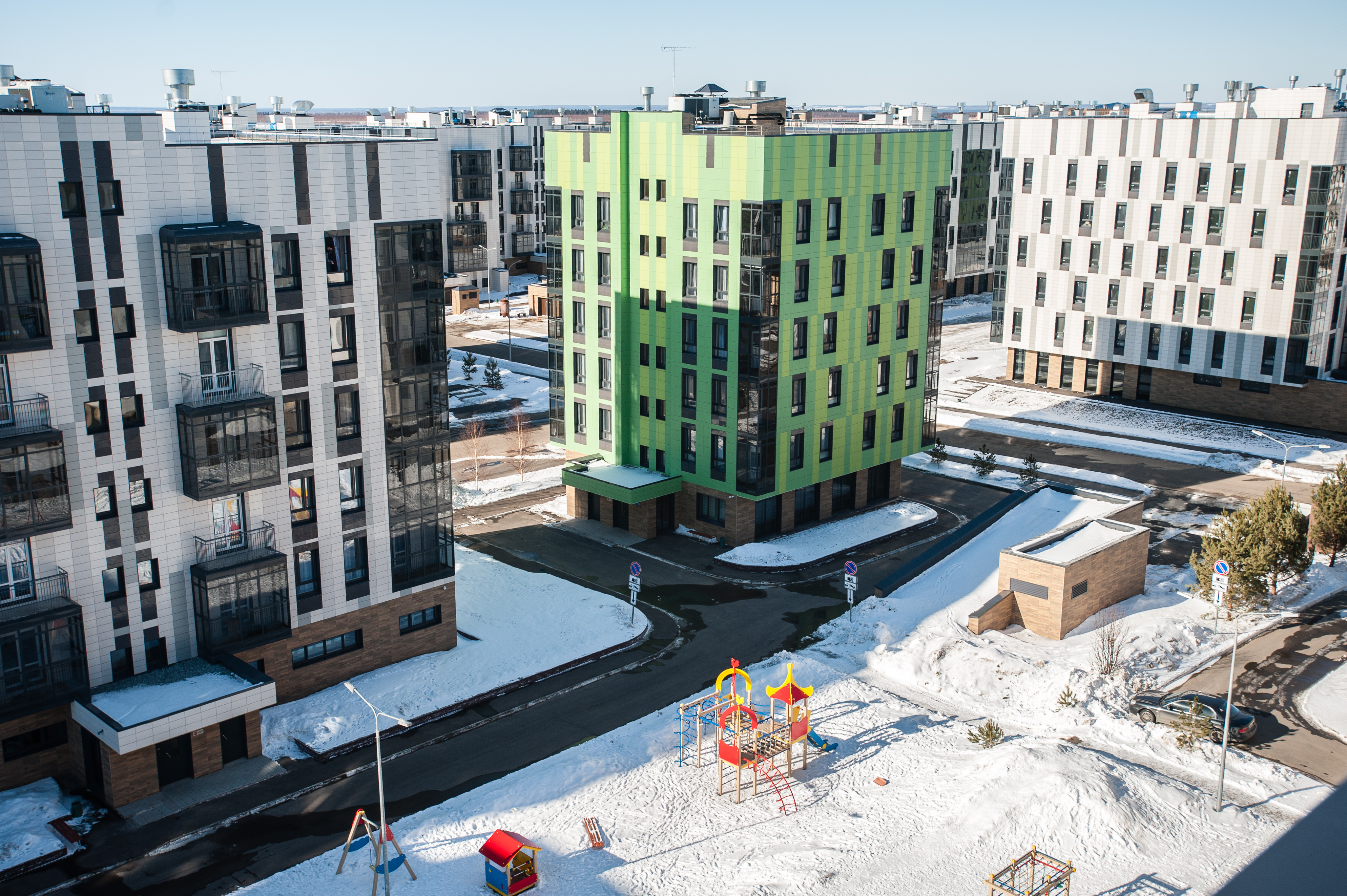
Жилые кварталы

Улично-дорожное благоустройство

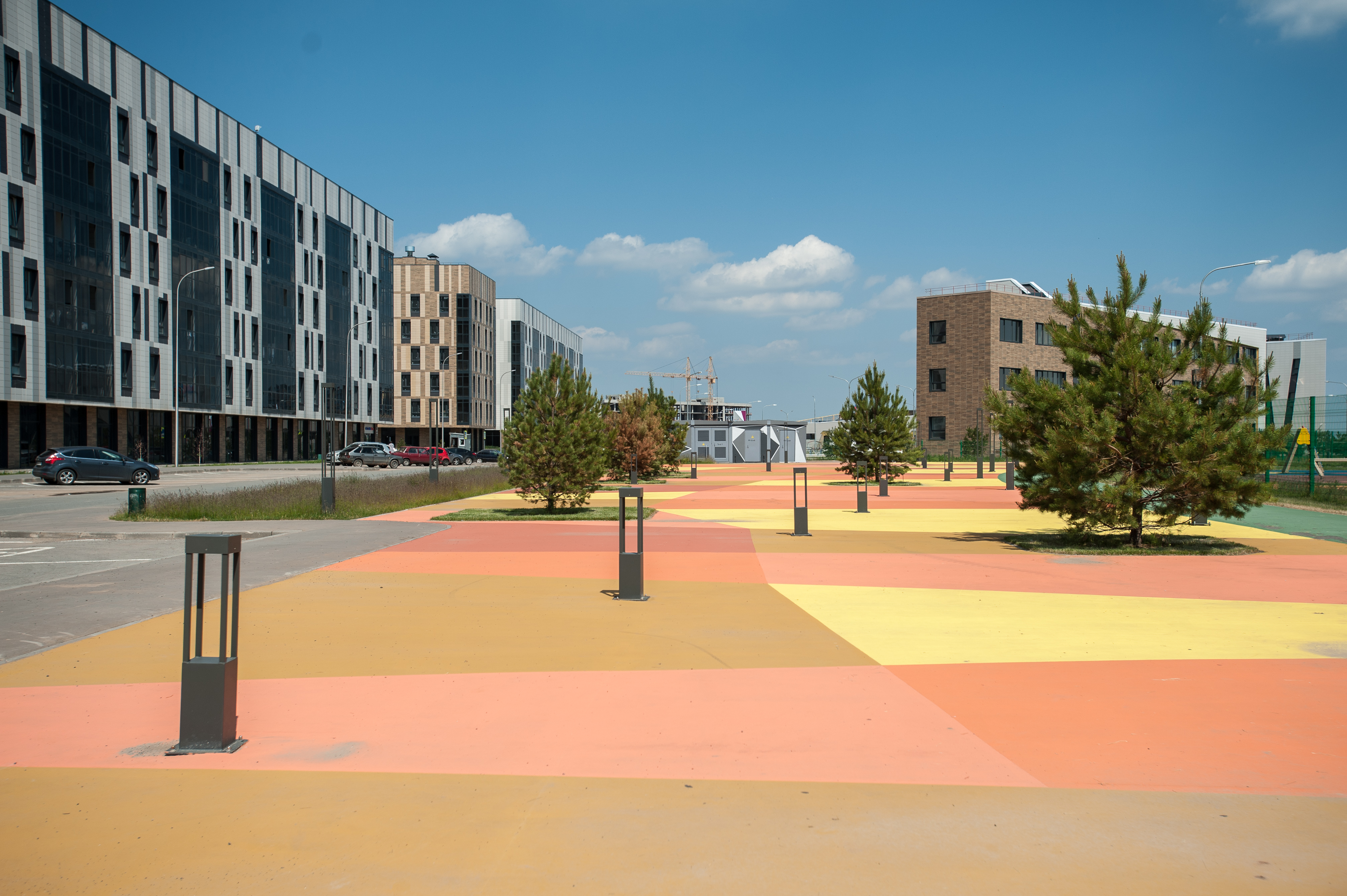
Квантовый бульвар

Основу жилищного фонда Иннополиса составляют 6 кварталов многоэтажных жилых домов — всего 22 дома на 1572 квартиры — построенных Государственным жилищным фондом при Президенте Республики Татарстан и предназначенных для сдачи в аренду резидентам Иннополиса. В октябре 2014 года здания были переданы группе компаний «Территория», планировавшей выступать оператором арендного жилья для резидентов, однако летом 2016 года договорённости по большинству домов были расторгнуты. В июле 2016 года пресс-служба города сообщала о заселении 4 домов на 420 квартир. Также в городе работает частная компания-девелопер, занимающаяся малоэтажной блокированной застройкой, проект которой предполагает сдачу 24 домов на 80 квартир. На январь 2019 года в Иннополисе построено 18 арендных домов на 1006 квартир. В октябре 2021 года началось строительство нового жилого комплекса многоэтажной застройки. Первая очередь на 275 квартир планируется к сдаче в I кв. 2024.
По состоянию на 2020 год в городе действуют детский сад, школа, IT-лицей на 153 ученика, спортивный комплекс, медицинский центр, отделение почты, клиентские офисы банка «АК Барс» и Сбербанка, коворкинг, Пункт выдачи заказов ОЗОН, два салона красоты, три супермаркета (Бахетле, Пятёрочка и Магнит), бары, кафе, прокат спортивного оборудования, цветочный магазин, магазин «Дом книги», хобби-центр и другие объекты. Для привлечения в город инфраструктурных компаний — организаций общественного питания, аптек, учреждений досуга и розничных магазинов — Госжилфонд в июле предложил арендаторам 10 тысяч м² коммерческой недвижимости на первых этажах жилых домов по месячной ставке 100 рублей/м².
Вокруг Иннополиса растёт рекреационная инфраструктура. Недалеко от города находится курорт Свияжские холмы, горнолыжный комплекс, гольф-клуб, боулинг-клуб и другие wellness-объекты. В августе 2020 года в Иннополисе при участии президента республики Рустама Минниханова был открыт двухэтажный культурный центр ArtSpace площадью 2,2 тысячи м².
Энергоузел Иннополиса включает построенные в 2015 году автоматическую котельную мощностью 32 МВт, предусматривающую использование природного газа или дизельного топлива, и главную понизительную подстанцию «Иннополис» напряжением 110 кВ, которая запитана от подстанции «Свияжск» через подстанцию «Исаково» по кабельно-воздушной линии протяжённостью 31,6 километра.
Водоснабжение города обеспечено поверхностным водозабором проектной мощностью 1 комплекса 2000 м³ в сутки, водоподготовка и водоочистка применяются в объёме, необходимым для качества питьевого. Бытовые стоки очищаются и отводятся в Волгу, дождевые и талые воды — в понижения рельефа (ливневая канализация отсутствует). Первый газопровод, предназначенный для снабжения строительных объектов Иннополиса, был завершён в августе 2013 года, спустя два года к городу был проведён отвод магистрального газопровода «Казань — Горький», на 2016 год запланировано завершение строительства нового газопровода, который будет подключён к магистральному газопроводу «Уренгой — Помары — Ужгород», в настоящее время подключение выполнено.
В сентябре 2016 года «Мегафон» провёл в город волоконно-оптическую линию связи, обеспечивающую соединение на скорости до 10 Гбит/с.
Обсуждение городских проблем, общественный контроль и общение с представителями власти в Иннополисе организовано в групповом чате в мессенджере Telegram, участниками которого являются несколько министров, мэр и главный архитектор Иннополиса, ректор Университета Иннополис и другие горожане. Через Telegram было улучшено расписание автобусов Иннополис — Казань, пролоббирована установка велопарковок возле основных зданий города. Круглосуточный «консьерж-сервис» города обрабатывает обращения в городские службы. Опыт Иннополиса было предложено перенять московским чиновникам в рамках VII Гражданского форума в Москве.

### Транспорт

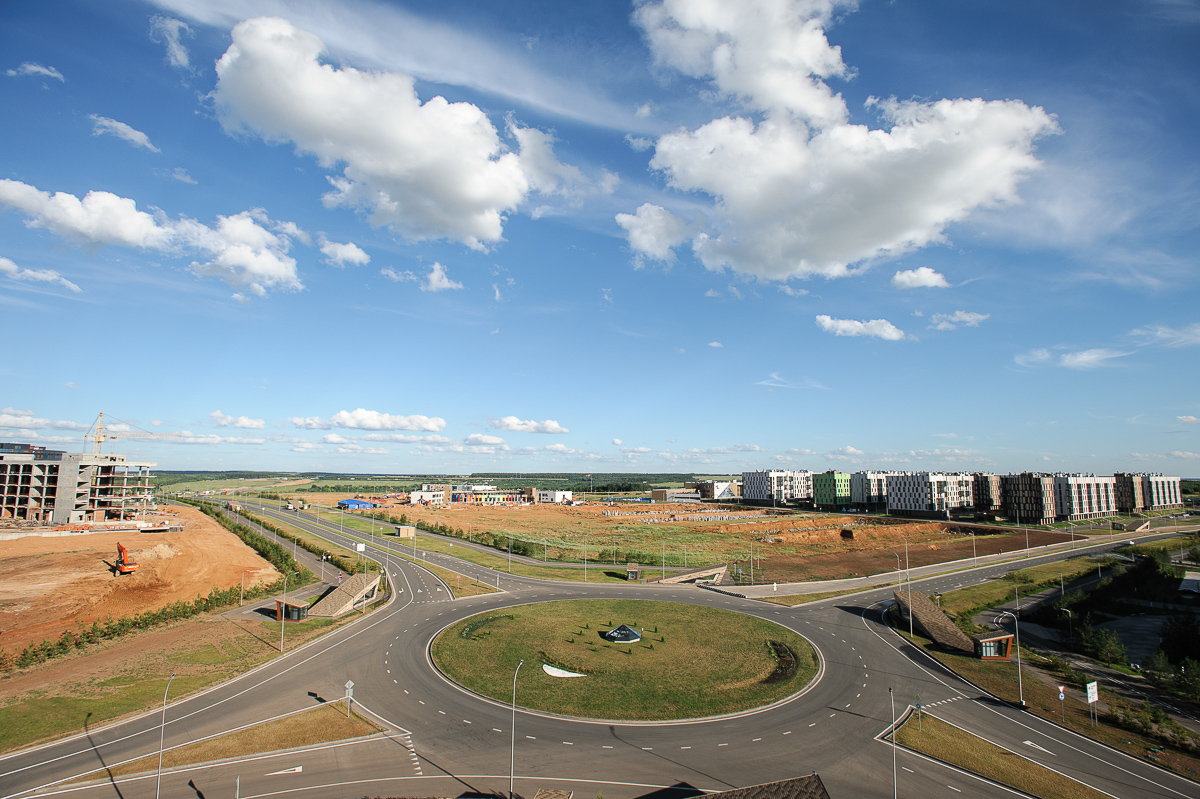
Транспортная развязка на въезде

Транспортная доступность Иннополиса обеспечена подъездными автомобильными дорогами, отходящими от автомобильной дороги федерального значения М7 (прямой и проходящей через Введенскую Слободу), речными теплоходами и вертолётным транспортом. Между Казанью и Иннополисом курсирует регулярный автобус (который до 2017 года был бесплатным). На 2023 год стоимость проезда составляет: 160 руб.
В 2015 году Николай Никифоров озвучивал возможность строительства платного моста, который сократит длительность поездки от аэропорта «Казань» до Иннополиса до 15 минут, и вместе с Займищенским мостом станет частью окружной кольцевой дороги Казани.
С августа 2018 года в Иннополисе действует беспилотное такси компании «Яндекс». В тестовой зоне есть несколько точек посадки и высадки пассажиров. Они расположены рядом с ключевыми городскими объектами: университетом, стадионом, медицинским центром, жилым кварталом «Зион» и административно-деловым центром имени Попова, а также рядом с городским пространством ArtSpace и другими точками притяжения. Беспилотный автомобиль работает в Иннополисе ежедневно. Воспользоваться им могут не только жители города, которые дали согласие на участие в тестировании, но и гости города. В 2020 году после испытаний беспилотных такси в Иннополисе и Москве, тестирование стартовало ещё в 11 регионах России.
В 2017—2019 годах действовал автобусный маршрут, обслуживаемый электробусом КАМАЗ-2257.
Работает маршрутное такси Иннополис — Верхний Услон, пригородные автобусные маршруты № 106 Иннополис — Казань (Метро «Проспект Победы»), 108 Иннополис — Казань (Комбинат Здоровье; отдельные рейсы следуют до Южного автовокзала).

### Особая экономическая зона
Особая экономическая зона (ОЭЗ) «Иннополис» была создана в соответствии с постановлением Правительства РФ № 1131 от 1 ноября 2012 года «О создании на территориях Верхнеуслонского и Лаишевского муниципальных районов Республики Татарстан особой экономической зоны технико-внедренческого типа» и стала пятой в стране технико-внедренческой зоной (после инновационных зон «Зеленоград» в Москве, Дубна в Московской области, ОЭЗ «Санкт-Петербург» и ОЭЗ технико-внедренческого типа «Томск») и второй особой экономической зоной на территории Татарстана (после ОЭЗ «Алабуга»). В марте 2013 года была создана управляющая компания ОЭЗ, учредителями которой выступили компания «Особые экономические зоны» и Министерство земельных и имущественных отношений Республики Татарстан, получившее блокирующий пакет (25 % + 1 акция). В конце 2017 года Республике Татарстан были переданы все 100 % акций АО "ОЭЗ «Иннополис»
Площадка особой экономической зоны площадью 192,71 га, расположенная на 1200 га Иннополиса, предназначена для размещения офисов компаний-резидентов и лабораторий для проведения научно-исследовательских и опытно-конструкторских работ. Вторая площадка — производственная — занимает 101,32 га Лаишевского района и находится в непосредственной близости от международного аэропорта «Казань». Ещё одна зона ОЭЗ находится в самой Казани, к 2025 году там планируют построить технопарк «Родина».
Резиденты получают льготы по налогу на прибыль, транспорт, имущество, землю и страховые взносы, на доходы — при применении упрощённой системы налогообложения. С февраля 2020 года в Республике Татарстан налогоплательщики (компании из сферы информационных технологий), которые применяют упрощённую систему налогообложения, платят в размере 1 % налог от общего объёма доходов, 5 % — при выборе объекта налогообложения «доходы минус расходы». В ОЭЗ «Иннополис» работает Центр подбора персонала — сотрудники на безвозмездной основе помогают IT-компаниям найти специалистов уровня middle и senior, собрать с нуля команду разработки, привлечь кандидатов со всей России и из ближнего зарубежья.
На начало 2023 года в ОЭЗ «Иннополис» работает более 320 компаний: партнёров, резидентов и стартапов, в том числе, созданные выпускниками или студентами местного университета. Компании развивают свои проекты, создав 8,3 тыс. рабочих мест. Среди резидентов и партнёров — Acronis, «Яндекс», Альфа-Банк, «Атомдата-Иннополис» (госкорпорация «Росатом»), Cognitive Technologies, Schneider Electric, «Магнит ИТ Лаб», «ИТ Х5 Технологии» «Открытая мобильная платформа», «Новые облачные технологии», IVA Technologies (ООО «ИВКС»), компании группы ICL, Сбербанк России, S7 TechLab, Тинькофф банк, Пенсионный фонд Российской Федерации. К декабрю 2020 года резидентами и партнёрами ОЭЗ «Иннополис» проинвестировано более 26,5 млрд рублей и ОЭЗ показала 100 % эффективность по оценке Минэкономразвития РФ.
С декабря 2019 года в ОЭЗ «Иннополис» действует упрощённая процедура получения статуса стартапа. За 2020 год в ОЭЗ начал работу 61 стартап. Компаниям предоставляется пакет специальных сервисов и услуг для развития бизнеса.
В 2019 и 2020 годах особая экономическая зона «Иннополис» вошла в мировой рейтинг «Global Free Zones of the Year» журнала fDi magazine (входит в Financial Times Ltd). В 2019 году ОЭЗ удостоена наград в номинациях «Специализации в IT» и «Индустрия 4.0», в 2020 году — в номинациях «Инфраструктура для сотрудников», «Внедрение 5G», «Гибкое офисное пространство». В 2018 году ОЭЗ получила награду от АО «Особые экономические зоны» в номинации «Социальная среда» за участие в комплексном развитии уникальной экосистемы для бизнеса.
24 августа 2020 года подписано соглашение о создании в Иннополисе первой в РФ бондовой зоны для трансграничной интернет-торговли. Пилотный проект по созданию таможенного склада на основе места международного почтового обмена будет реализован на базе структурного подразделения «Почты России». Компания выразила заинтересованность в формировании «бесшовных» транспортных коридоров через Российскую Федерацию, а также во внедрении цифровой платформы транспортного комплекса, который минимизирует издержки, связанные со временем прохождения административных процедур на границе.

#### Технопарки

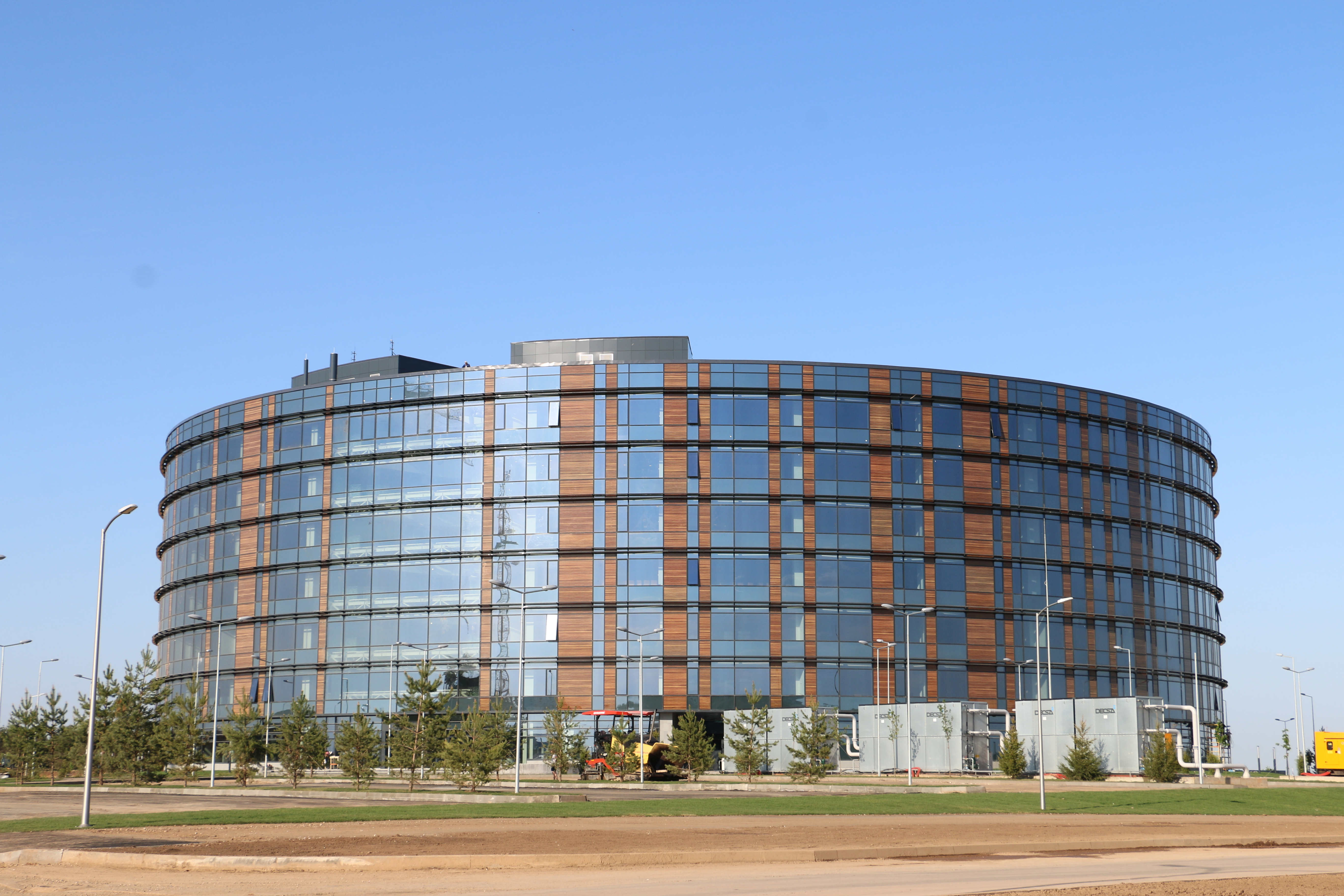
Технопарк имени А. С. Попова

Офисы и исследовательские центры компаний-резидентов и партнёров расположены в здании технопарка им. А. С. Попова, рассчитанного на более чем 2 тыс. рабочих мест. Для компаний, которые рассматривают возможность строительства собственного здания на территории ОЭЗ «Иннополис» под производственные нужды, лабораторию, офисный центр и др., действуют особые льготные условия по аренде и выкупу земельных участков, подключению к инженерным сетям.
В 2021 году построили второй технопарк, который назван в честь Николая Ивановича Лобачевского. Площадь технопарка, рассчитанного на 1500 рабочих мест, составляет 30 тысяч м². Местные жители называют технопарки между собой «бублик», «шайба» (им. Попова) и «галочка», «бумеранг» (им. Лобачевского).
Ведётся строительство двух новых технопарков, по форме повторяющих технопарк имени Лобачевского.

## Образование и наука

### Университет Иннополис

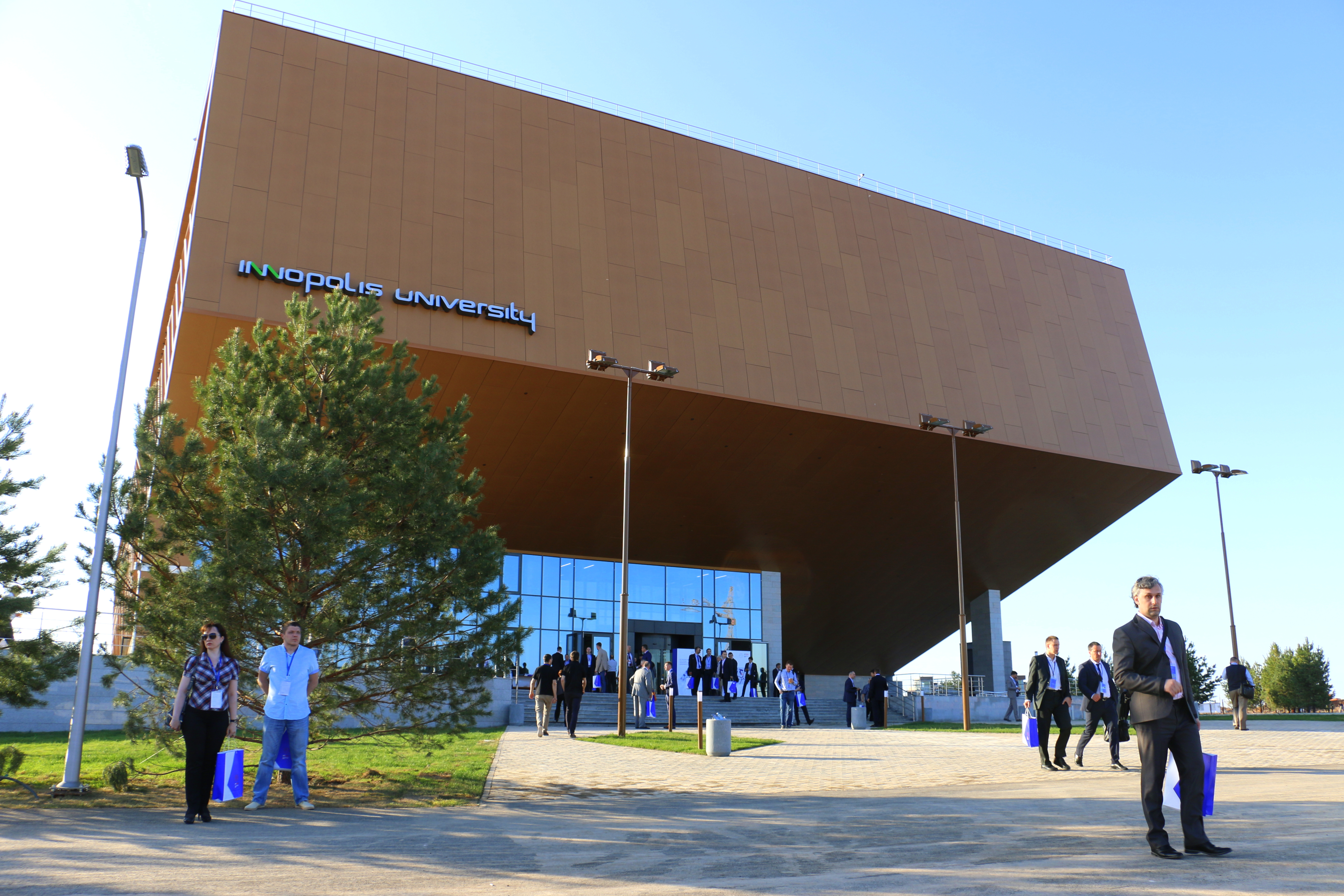
Фасад Университета Иннополис

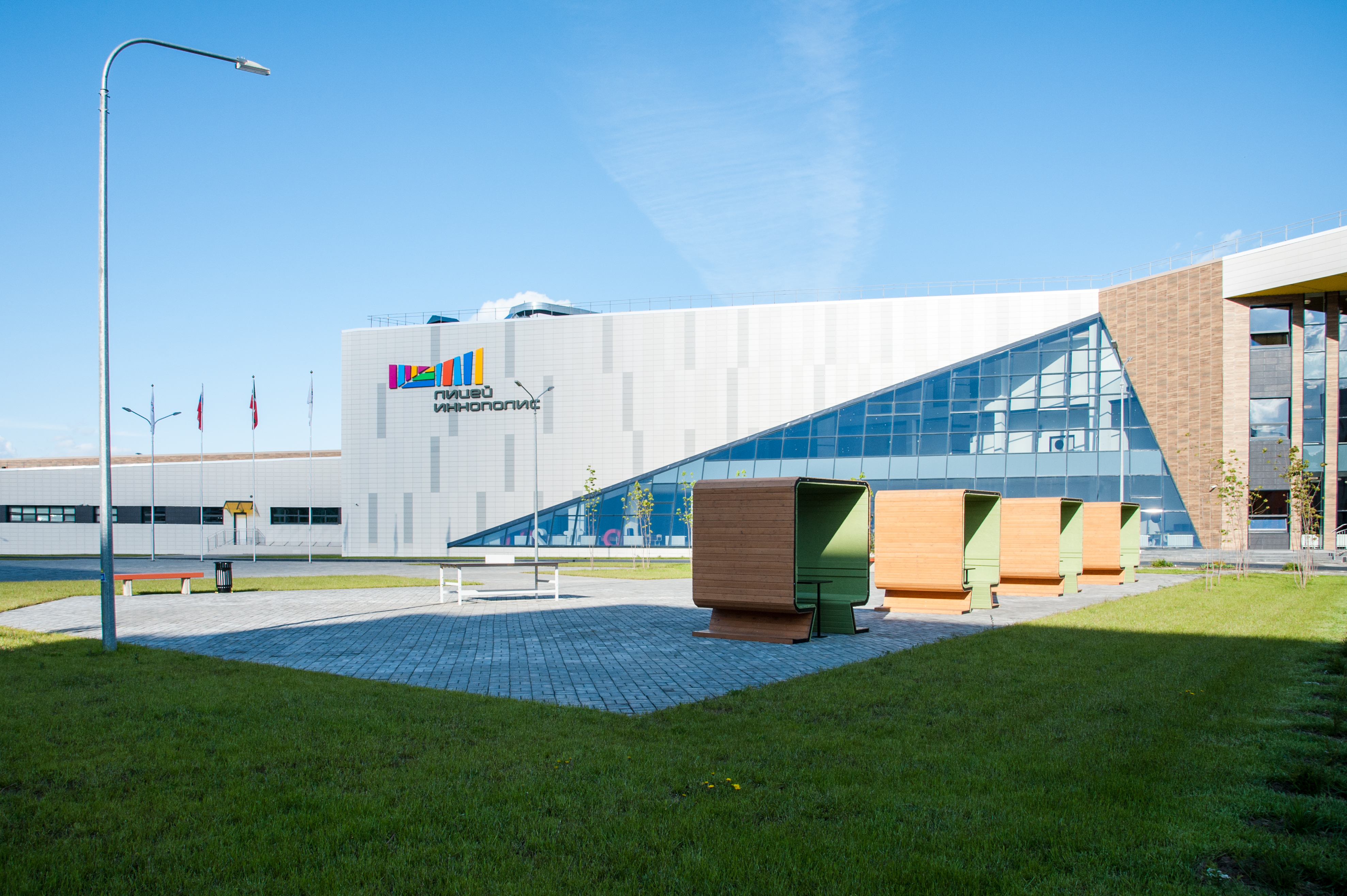
IT-лицей

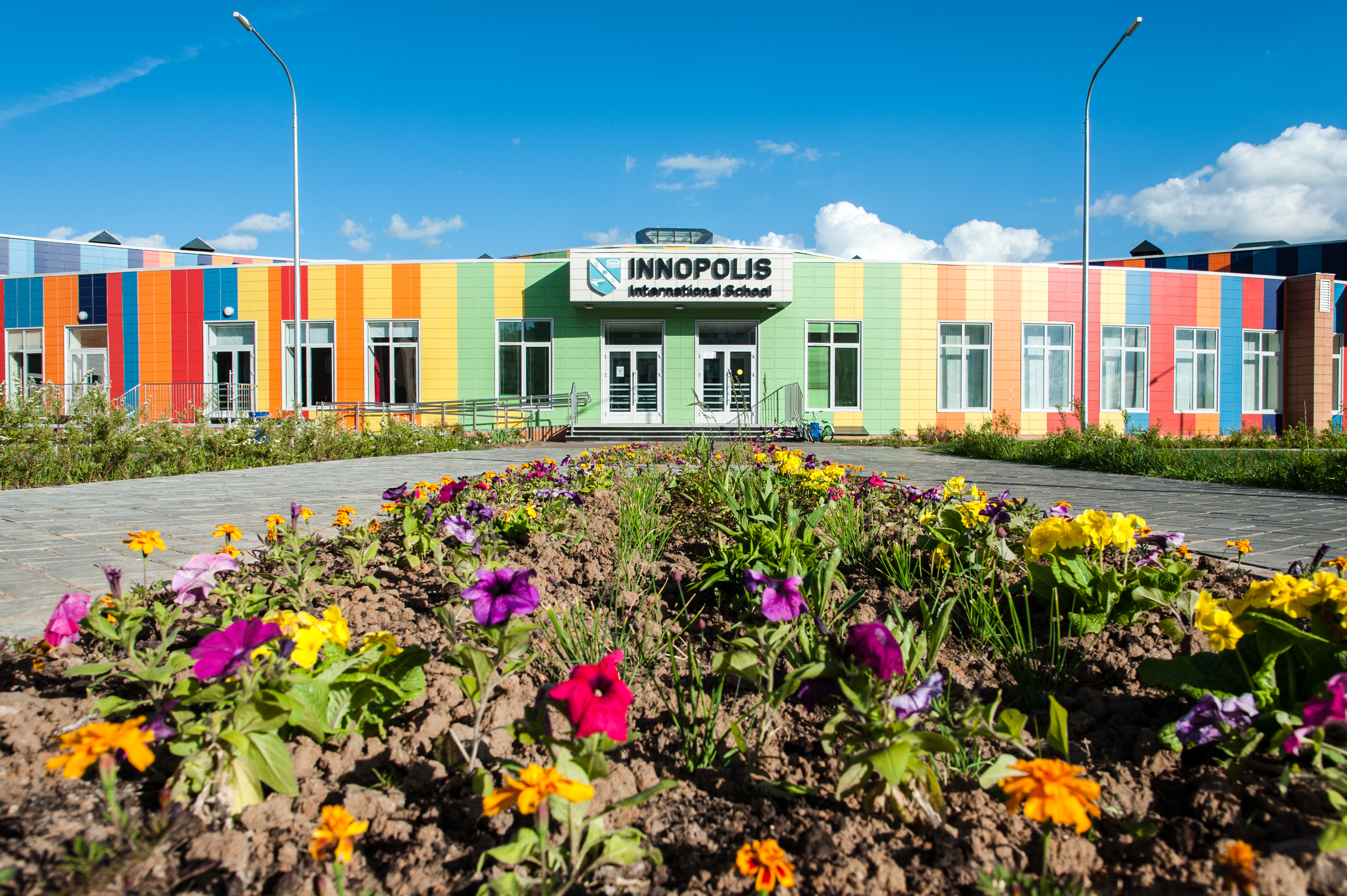
Детский сад

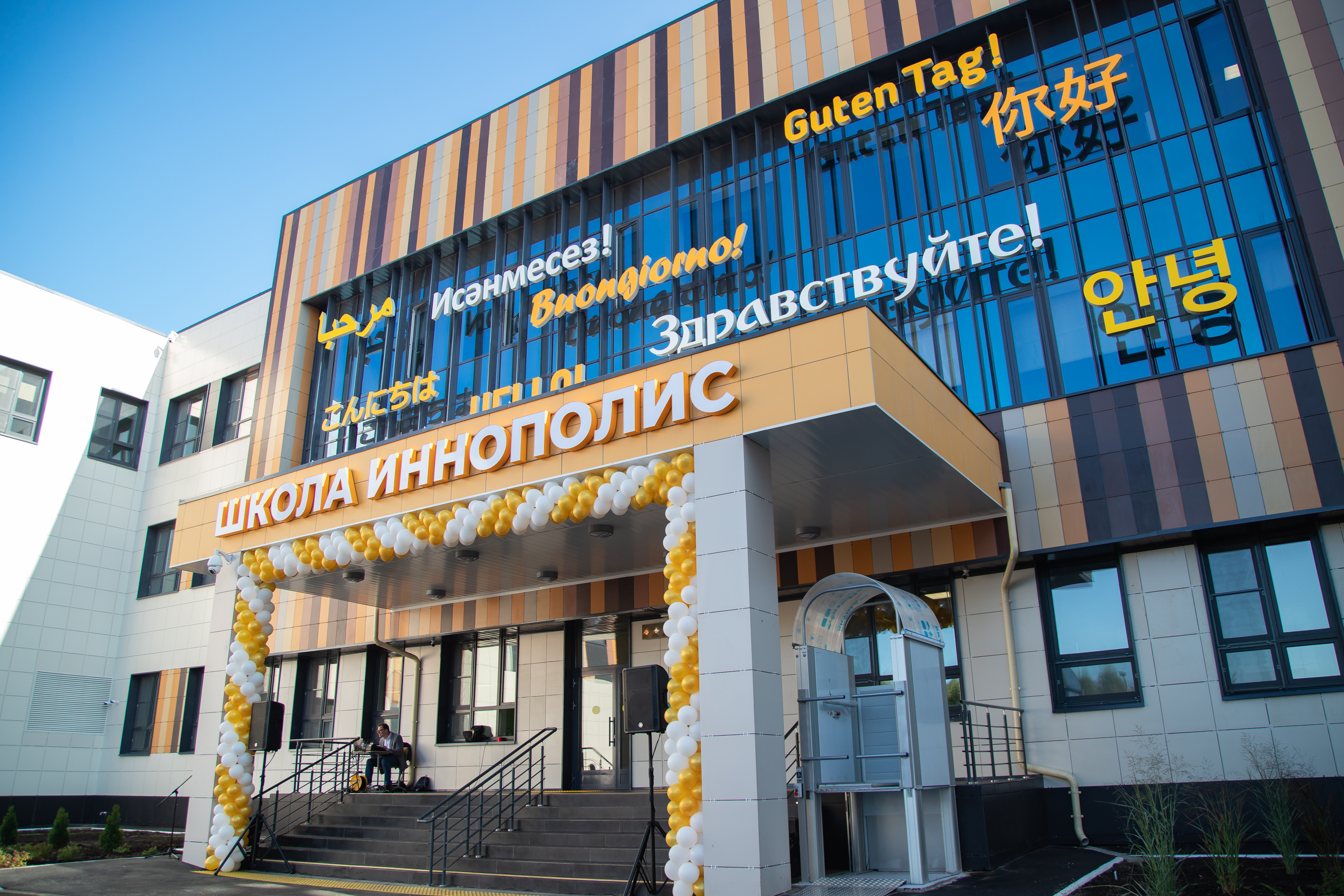
Школа Иннополис

В расположенном на территории города Иннополис частном Университете Иннополис готовят управленцев в области высоких технологий и проводят научные исследования в сфере информационных технологий и робототехники. В 2015—2016 учебном году в Университете Иннополис обучались 300 студентов, на 2016—2017 год — 313 студентов, на 2017—2018 год — 556 студентов. На 2020 год Университет обучает более 800 бакалавров, магистров и аспирантов в области IT и робототехнике. Средний балл ЕГЭ среди поступающих составил 95,7. Обучение платное, большая часть студентов получают грант, покрывающий стоимость обучения на 25-100 %. К открытию города Университет Иннополис заключил соглашения о подготовке специалистов и проведении научно-исследовательских и опытно-конструкторских работ для Министерства обороны, компаний «Энвижн Груп», Mail.Ru Group и концерна «Радиотехнические и Информационные системы». Строительство кампуса площадью 31,1 тысячи м² и четырёх корпусов общежитий на 1200 человек площадью 35,3 тысячи м² было профинансировано из федерального бюджета по линии Министерства связи — государство внесло в уставной капитал ОАО «Иннополис» 4,7 миллиарда рублей.
Университет Иннополис сотрудничает с Университетом Карнеги — Меллон, Швейцарской высшей технической школой Цюриха, Национальным университетом Сингапура, Университетом Амстердама, Корейским институтом передовых технологий, Московским физико-техническим институтом, Московским государственным университетом, Высшей школой экономики, Университетом ИТМО, Казанским национальным исследовательским техническим университетом, Казанским университетом и другими российскими и зарубежными вузами.
Довузовское образование
С сентября 2015 года на территории Иннополиса работает детский сад — международная школа «Иннополис» с образовательными программами на английском, русском и татарском языках — и общеобразовательная школа при Университете Иннополис. В январе 2016 года при университете открылся IT-лицей-интернат для одарённых детей, ориентированный на преподавание информационных технологий. Учебная программа лицея рассчитана на учащихся 7—11 классов, включает преподавание на английском языке, предоставляет старшеклассникам выбор курсов и факультативных занятий и участие сотрудников университета в образовательном процессе.

## Здравоохранение

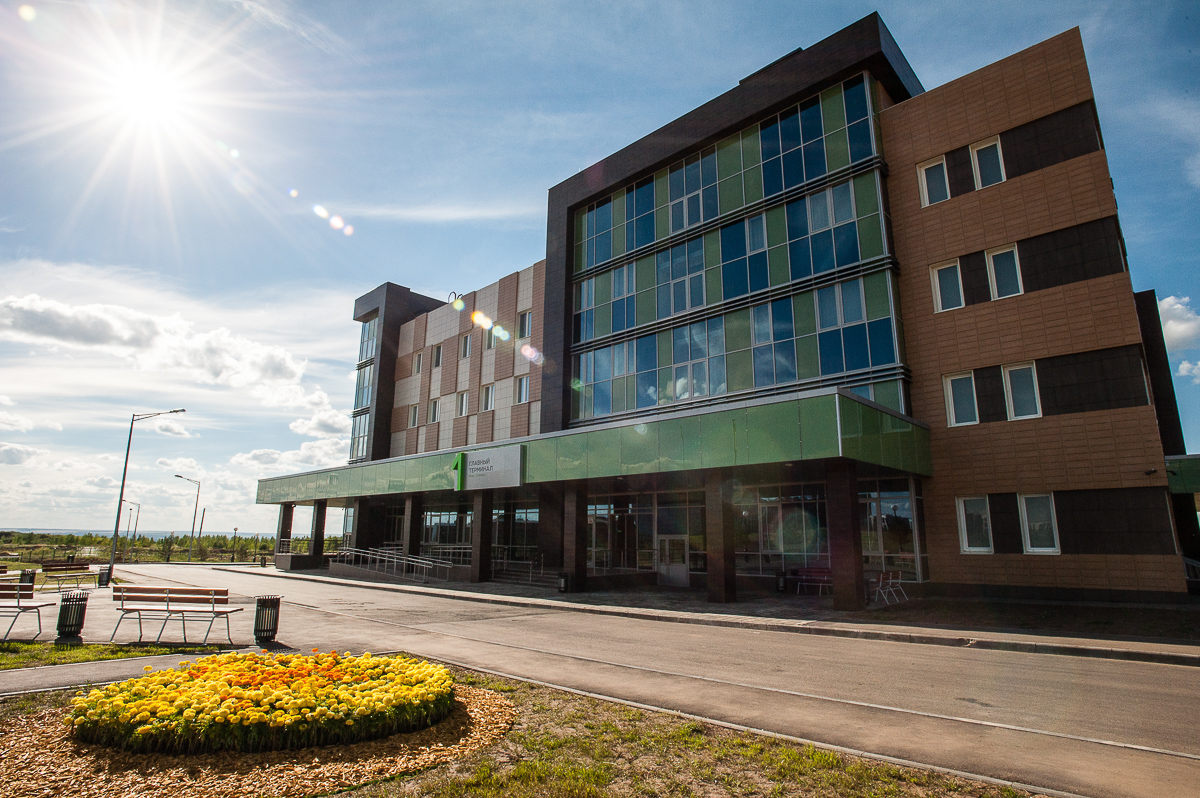
Медицинский центр

С апреля 2016 года в городе работает медицинский центр, рассчитанный на 500 посещений в смену. Инвестиции в строительство клиники составили 326 миллионов рублей, предоставленных АО «Особая экономическая зона „Иннополис“», стоимость оборудования составило ещё несколько десятков миллионов рублей. Для обеспечения загрузки учреждения в нём была открыта «Консультационная поликлиника № 2 РКБ», которая принимает пациентов из Казани.
В августе 2020 года в медицинском центре Иннополиса при городской клинической больнице № 7 Казани стартовал проект по реабилитации пациентов, перенёсших коронавирусную инфекцию в рамках программы госгарантий по полису ОМС. Специализированное лечение подразумевает консультации специалистов, лечебную физкультуру, дыхательную гимнастику, лечебный медицинский массаж и современные методы физиотерапии.

## Культура и спорт

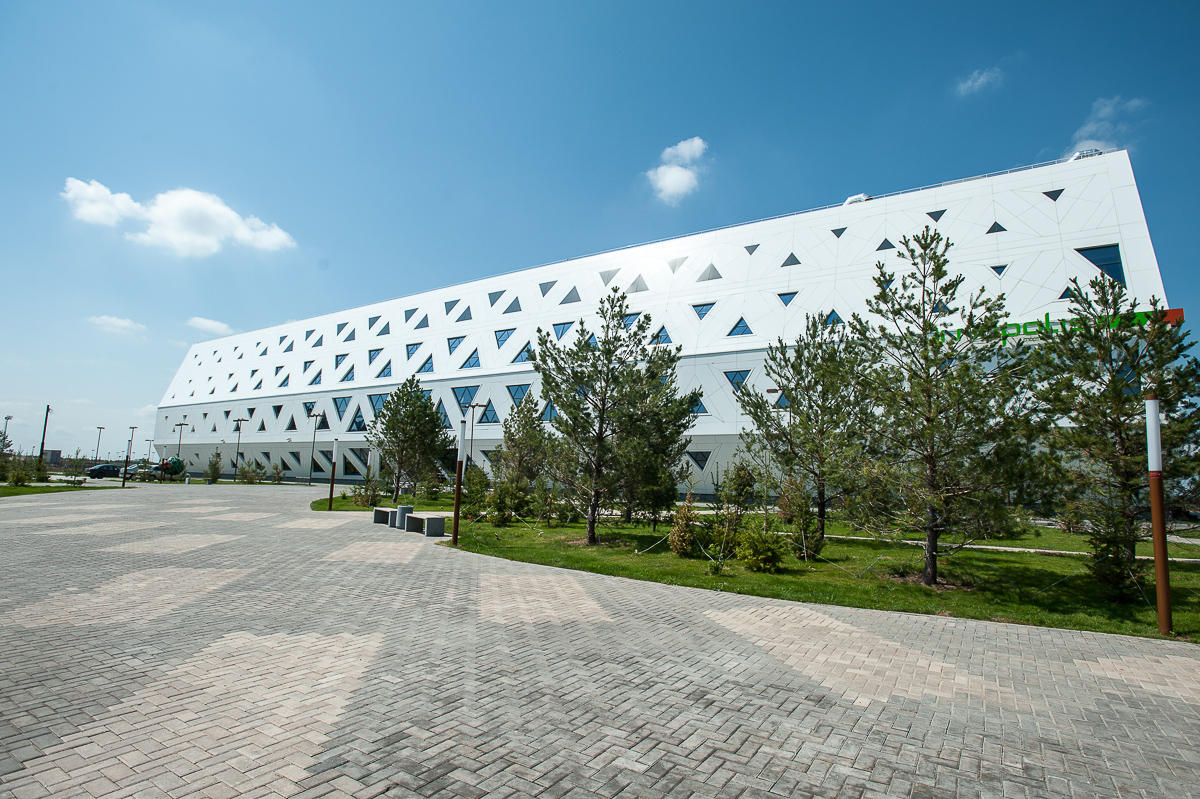
Спортивный центр

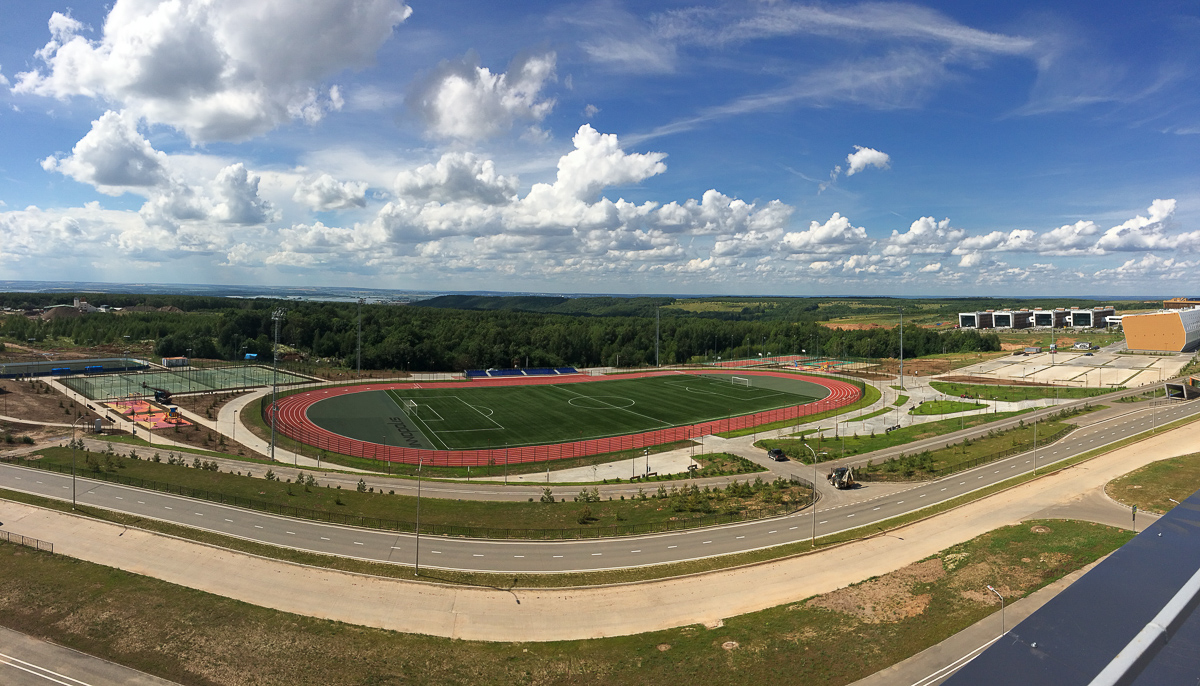
Футбольное поле

В Иннополисе имеется спортивный центр площадью 9 тысяч м² с бассейном и специализированными залами, имеется городской стадион с футбольным полем, беговыми дорожками, баскетбольной площадкой, катком и детскими игровыми зонами.
Рекреационная среда города представлена расположенными в непосредственной близости гольф-клубом, горнолыжным спортивно-оздоровительным комплексом «Казань» и стрельбищем — объектом XXVII Всемирной летней Универсиады.

## Город в кинематографе
В Иннополисе проходили съёмки кинофильмов:
- 2018 — Он, она и робот (короткометражка)
- 2020 — Последняя программа (Сериал)

### Документы
- Материалы по обоснованию проекта генерального плана // Генеральный план муниципального образования «Город Иннополис» Верхнеуслонского муниципального района Республики Татарстан. — Казань : Татинвестгражданпроект, 2015.
- Охрана окружающей среды // Генеральный план муниципального образования «Город Иннополис» Верхнеуслонского муниципального района Республики Татарстан. — Казань : Татинвестгражданпроект, 2015.